# 天山蹶鼠
天山蹶鼠（学名：Sicista tianshanica），一种分布于哈萨克斯坦、吉尔吉斯斯坦及中国新疆等地区的小型哺乳动物，隶属于蹶鼠科蹶鼠属（长尾蹶鼠属）。本种原被视为中国蹶鼠（Sicista concolor）天山亚种，现被提升为独立种。

## 形态特征
天山蹶鼠尾长不超过头体长的1.5倍。背毛呈稻黄黄灰色，肋部较淡，颏和吼白色。